# سريوان تبة (بدرانلو)
سریوان تبة (بالإنجليزية: Serivan Tappeh)‏ هي مستوطنة تقع في إيران في قسم بدرانلو الريفي. يقدر عدد سكانها بـ 32 نسمة .